# 獻給蔚藍之海的新娘
《獻給蔚藍之海的新娘》是Lump of Sugar在2023年7月28日發售的戀愛冒險類型成人遊戲，2024年8月9日發售中文版。

## 故事
源遙生與妹妹奈慕、佐波口奈津美在搭船旅途中卻遭遇暴風雨落入大海中，三人也因此意外來到海底都市「亞塔蘭西亞」。遙生在清醒便陸續結識海底人伊莉奧萊拉、羅莎尼亞、莉璐之後，伊莉奧萊拉卻突然對他提出結婚的請求。

## 角色
源遙生
本作的男主角，父母在東南亞的島國工作。
伊莉奧萊拉·凪·亞塔蘭西亞
亞塔蘭西亞的第一公主，暱稱為「莉奧」，母親瑪麗艾拉駕崩後由她來繼任女王。
佐波口 奈津美
遙生的青梅竹馬。
羅莎尼亞·卡尼哈恩
服侍於亞塔蘭西亞王家的女僕長。
莉璐·凪·亞塔蘭西亞
亞塔蘭西亞的第二公主。

## 主題曲
開場曲「Eternity Blue」
作詞、作曲、編曲：逢濑晶，演唱：Kicco
結尾曲「Mermaid tear」
作詞、作曲、編曲、演唱：逢瀨晶

## 外部連結
- 官方網站（日語）
- 中文版官方網站 （页面存档备份，存于）（简体中文）
- 《獻給蔚藍之海的新娘》在視覺小說數據庫的頁面 （英文）